# Nicolaas Laurens Burman
Nicolaas Laurens Burman (27. prosince 1734 Amsterdam – 11. září 1793) byl nizozemský botanik.
Byl nástupcem svého otce (Johannes Burman, 1707–1780) na katedře botaniky Amsterdamské univerzity. V roce 1760 navštěvoval na Uppsalské univerzitě kurzy Carla Linného a udržoval s ním korespondenci. Je autorem mnohých prací, např. Specimen botanicum de geraniis (1759), Flora Indica (1768) a Fola Corsica (1770).

## Botanika
Popsal velké množství rostlin zejména z Indie, Kapska aj., ze známějších je mezi nimi např. aloe pravá (Aloe vera), dlouhatec Dolichos catjang, kakost pyrenejský (Geranium pyrenaicum), bauhínie Bauhinia scandens a marsilka čtyřlistá (Marsilea quadrifolia).